# Рива Лигуре - Гранђе (Империја)
Рива Лигуре - Гранђе је насеље у Италији у округу Империја, региону Лигурија.
Према процени из 2011. у насељу је живело 100 становника. Насеље се налази на надморској висини од 64 м.